# Kiczora
Kiczora ist das jüngste und kleinste Dorf in der Gemeinde Rajcza und liegt im Powiat Żywiecki in der Woiwodschaft Schlesien.

## Geographie
Kiczora liegt in den Westbeskiden südlich der Stadt Żywiec in der Woiwodschaft Schlesien.
Die Ortschaft streckt sich entlang der Straße im Tal der Czarna Soła zwischen den Bergmassiven von Rachowiec, Kiczora und Mała Zabawa.

## Geschichte
Die Geschichte der Kiczora ist eng mit der Entwicklung von Sól verbunden, dessen Teil Kiczora war. 1683 soll sich hier der polnische König Johann III. Sobieski aufgehalten haben.

## Ortsteile
Szpaki, Pobaska, Czerna, Chromiczaki, Madejka, Urbanki, Karchówka, Kiczora, Długosy.

## Verkehr
Durch die Ortschaft verläuft die Bahnstrecke Zwardoń (PL/SK)-Katowice